# Neoseiulus australograminis
Neoseiulus australograminis är en spindeldjursart som först beskrevs av Wainstein 1977.  Neoseiulus australograminis ingår i släktet Neoseiulus och familjen Phytoseiidae. Inga underarter finns listade i Catalogue of Life.